# Пенк, Вальтер
Вальтер Пенк (нем. Walther Penck; 30 августа 1888 — 29 сентября 1923) — австрийский географ, геоморфолог, сын географа Альбрехта Пенка, один из основоположников немецкой геоморфологической школы.

## Биография
Вальтер Пенк родился в Вене. Изучал петрологию в Гейдельбергском университете. В течение 1912 — 1915 годов работал в Аргентине, в Dirección General de Minas. В годы Первой мировой войны состоял профессором минералогии и геологии Константинопольского университета. С 1918 г. - профессор Лейпцигского университета.
Пенк-младший более всего известен своим вкладом в геоморфологию. Богатый материал для своей теории куполообразования он собирал в горах немецкого Шварцвальда, аргентинской Пуна-де-Атакамы (Puna de Atacama) и покорённой турками Анатолии... Он резко выступал против теории цикла эрозии Вильяма Дейвиса, доказывая, что процессы поднятия гор и денудации происходят одновременно, с постоянной скоростью. Его самая известная книга, «Морфологический анализ форм рельефа», была посмертно опубликована его отцом в 1924 году. Пенк-младший установил взаимозависимость между характером рельефа земной поверхности, экзогенными процессами и тектоническими движениями. В зависимости от соотношения интенсивности процессов поднятия и денудации, он различал восходящее, уравновешивающее и нисходящее развитие рельефа; каждому из этих типов развития рельефа соответствует определённая форма склонов (выпуклые, прямые, вогнутые). Разработал представление о больших складках, как одной из форм тектонически обусловленного горного рельефа. В 1920 г. ввёл для ступенчатых склонов гор понятие предгорная лестница. 
Пенк-младший умер в Штутгарте, Германия. 

## Память
Его именем названа одна из высочайших вершин Анд, гора Вальтер-Пенк (6658 метров).

## Научные труды
- Die morphologische Analise Ein Kapitel der physikalischen Geologie, Stuttg., 1924.

Переводы на русский язык
- Пенк В. Морфологический анализ: Пер. с нем. / Вальтер Пенк. — М.: Географгиз, 1961. — 360 с.